# Chollimamonumentet

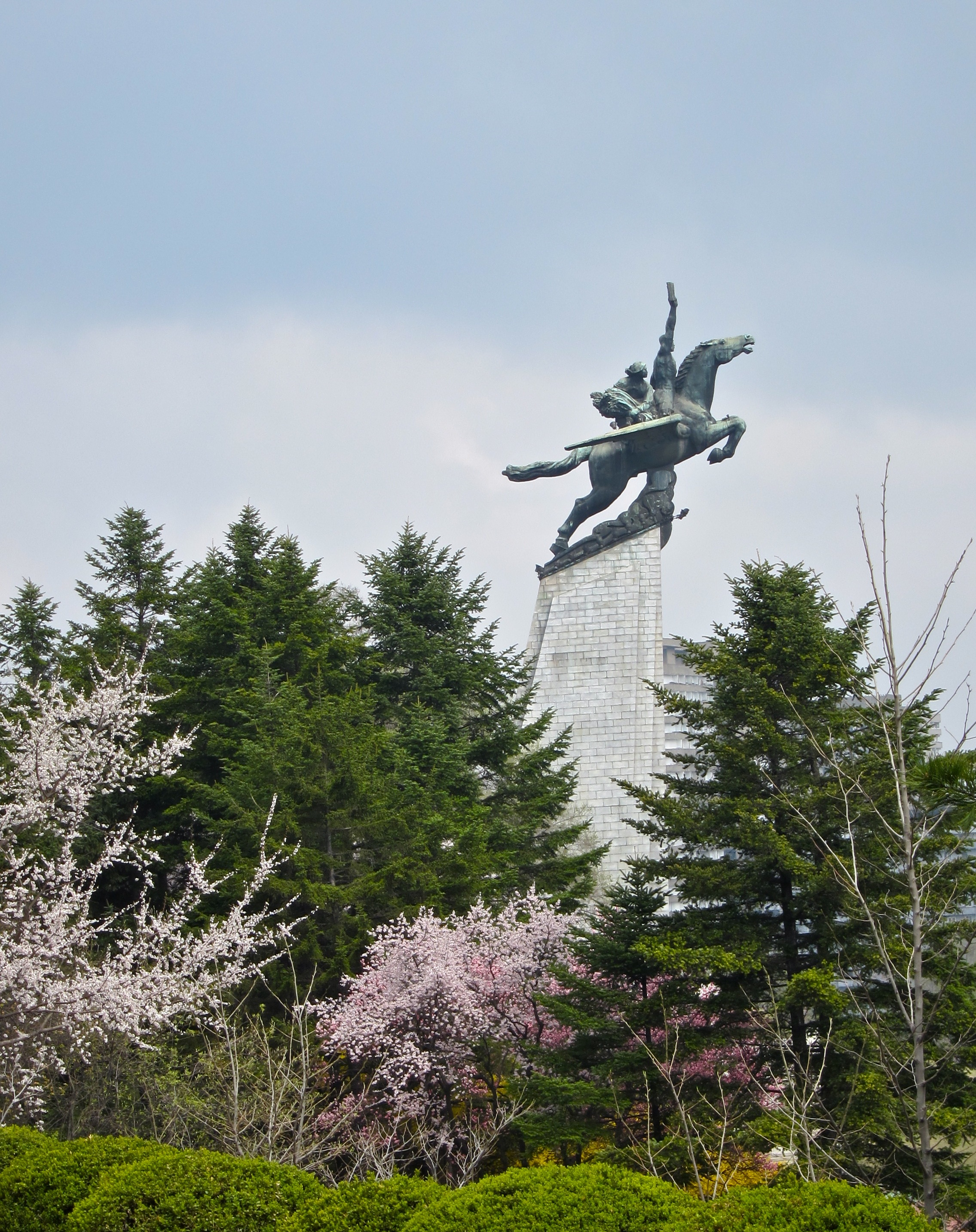
Chollimamonumentet

Chollimamonumentet (koreanska: 천리마동상), är ett monument på Mansu Hill i Pyongyang i Nordkorea. Monumentet refererar till den koreanska mytologiska hästen Chollima, som också blivit en symbol för återuppbyggnad och snabb tillväxt.
Monumentet invigdes den 15 april 1961, en dag som var Kim Il-sung 49:e födelsedag.
Monumentet står i en 5.000 kvadratmeter stor park. Den består av en 34 meter hög granitsockel, på vilken står en 16 meter hög bronsstaty. Statyn avbildar den bevingade Chollima i en uppåtsträvande rörelse, som berids av en koreansk arbetare med en partiskrift i sin resta högra hand. Bakom honom sitter en bondekvinna, som håller en knippe sädesris.